# Clusia gracilis
Clusia gracilis es una especie de planta con flor en la familia de las clusiáceas. Son notorios los frutos cuadrados, de color vino, el hábito de sotobosque y las hojas comparativamente delgadas. Está relacionada con Cluisa guatemalensis y con otras especies del grupo de Clusia flava.

## Descripción
Son arbustos epífitas que alcanzan los 1.5 m de alto, con látex lechoso escaso. Las hojas elípticas, de 9–15 cm de largo y 3–6 cm de ancho, el ápice acuminado, base aguda, nervios laterales mayormente 4 por cm; pecíolos de 1–3.5 cm de largo. Las inflorescencias péndulas, de 5–15 cm de largo, abiertas y con muchas flores; yemas con 5 mm de diámetro, pétalos cremas a rojo-amarillentos; estambres 20–30, libres; ovario rodeado por 8 estaminodios con aspecto de estambres, estigmas 4, elevados. El fruto angostamente ovoide, 2–4 cm de largo y 1.5–2 cm de ancho, con 4 costados, rojo vino cuando maduro.

## Distribución y hábitat
Especie rara, se encuentra en los bosques primarios, en el sur de la zona atlántica; en alturas de 400–600 metros; florece en ene–feb; desde Nicaragua a Panamá.

## Taxonomía
Clusia gracilis fue descrita por Paul Carpenter Standley y publicado en Publications of the Field Museum of Natural History, Botanical Series 18(2): 704. 1937.
Etimología
Clusia: nombre genérico otorgado en honor del botánico Carolus Clusius.
gracilis: epíteto latíno que significa "esbelta"